# Nebelung-Katze
| Nebelung                                  | Nebelung                                  |
| Standard TICA (PDF-Datei; 23 kB) WCF LOOF | Standard TICA (PDF-Datei; 23 kB) WCF LOOF |
| ----------------------------------------- | ----------------------------------------- |
| Schulterhöhe                              | bis zu 40 cm                              |
| Länge                                     |                                           |
| Gewicht                                   | Kater: 6 bis 7 kg Katze: 4 bis 5 kg       |
| erlaubte Farben                           | blau                                      |
| nicht erlaubte Farben                     | alle anderen                              |
| erlaubte Fellzeichnung                    | keine (non-agouti)                        |
| nicht erlaubte Fellzeichnung              | alle                                      |
| Liste der Katzenrassen                    |                                           |

Die Nebelung ist eine elegante Katzenrasse, die erst langsam von den Katzenzüchtern wahrgenommen wurde. Der Name Nebelung, ein Portmanteau aus Nebel und Nibelungenlied, lässt sich aus dem seidig blau-grauen Fell und den Namen der Stammeltern Siegfried und Brunhilde, benannt nach zwei Hauptfiguren des Nibelungenliedes, ableiten.

## Geschichte
Die Nebelung ist eine sehr junge und noch seltene Rasse, die erstmals in den 1980er Jahren in Amerika auftauchte. Die beiden Katzen Siegfried (1984) und Brunhilde (1985) aus der Zucht von Cora Cobb waren Nachkommen einer kurzhaarigen schwarzen Kätzin und eines langhaarigen schwarzen Katers, der einer Angorakatze ähnelte. Sowohl Siegfried als auch Brunhilde waren in ihren Würfen die einzigen blauen Katzen mit langem Fell und langen Beinen. Die beiden Vollgeschwister waren die Stammeltern einer neuen Rasse (erster Wurf 1986), die Cora Cobb mit Hilfe von Solveig Pflueger bei der TICA schon 1987 bestätigen ließ. Der Standard wurde an die Russisch Blau angeglichen, von der sie sich nur durch die Haarlänge unterscheidet.

## Aussehen
Die Nebelung ist eine mittelgroße Katze. Sie hat einen kräftigen, muskulösen und langen Körper. Das Fell ist mittellang und dicht, so dass regelmäßige Fellpflege notwendig ist. Die Haare haben silberne (helle) Spitzen, was dem Fell ein seidig glänzendes, nebliges Aussehen verleiht. Der Schwanz ist lang und dicht behaart. Die Augen sind weit gesetzt und gelblich-grün bis grün. Die Ohren sind groß im Verhältnis zum Kopf.

## Wesen
Die Nebelung hat ein sanftes Wesen. Gegenüber Fremden und Kindern ist sie häufig scheu. Sie braucht Zeit, um sich in einer neuen Umgebung zurechtzufinden. Hat sie sich aber eingewöhnt, will sie von ihren Besitzern häufig gestreichelt werden und verlangt viel Aufmerksamkeit. Sie baut in der Regel zu ein bis zwei Personen eine aktive Beziehung auf und ist aktiv, anhänglich und gutmütig.

## Gesundheit
Bislang sind keine typischen Erkrankungen der neuen Rasse bekannt. Stresssituationen sollen vermieden werden, da ihr die Aufregung buchstäblich „auf den Magen“ schlägt. Durchfall, Erbrechen und seelische Leiden können die Folgen dieser Umstände sein. Regelmäßige Impfungen werden empfohlen.

## Farben und Fellzeichnungen
Die einzig anerkannte Farbe ist das ursprüngliche Grau der Stammeltern Sigfried und Brunhilde, ohne jegliche Fellzeichnung. Das silbrig schimmernde Fell der Nebelung entsteht aufgrund ihrer besonderen Haarfärbung, wobei die Haarspitzen deutlich heller gefärbt sind. Bei Kitten können sich im ersten Lebensjahr Tabbymuster abzeichnen, die sich jedoch mit der Zeit entfärben.

## Pflege
Das dichte Fell der Halblanghaarkatze sollte wöchentlich gekämmt werden. Die Grundpflege, wie die regelmäßige Kontrolle der Ohren oder Krallen, ist selbstverständlich.

## Galerie

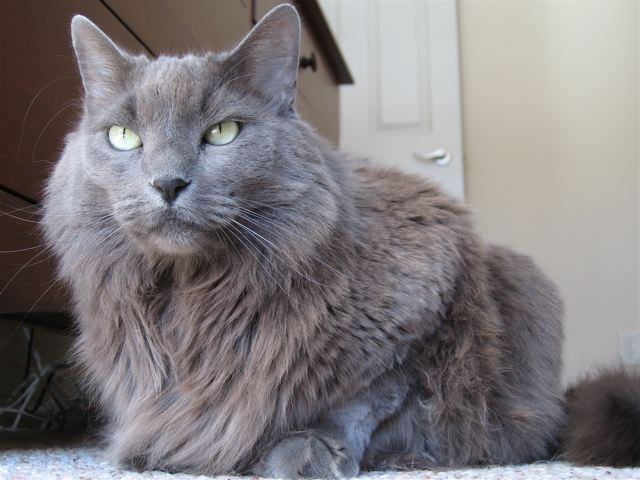
Nebelung-Kater
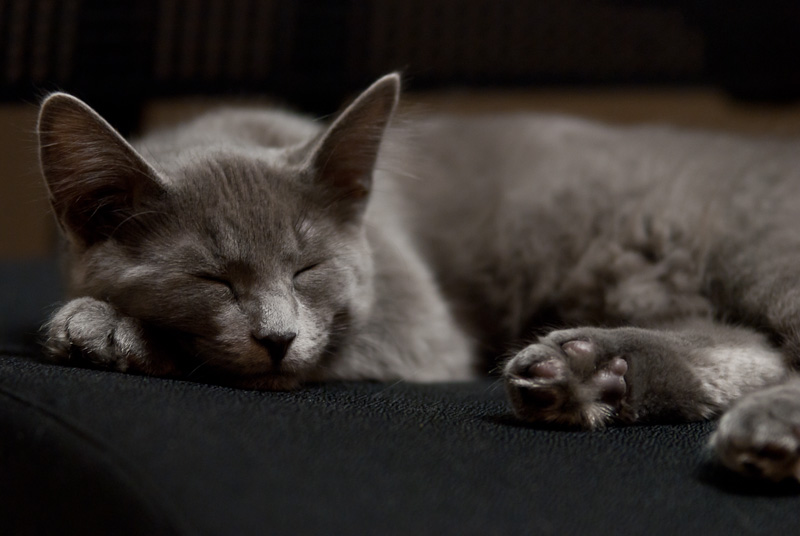
Nebelungentypische Pfotenbehaarung